# Helena Buczyńska

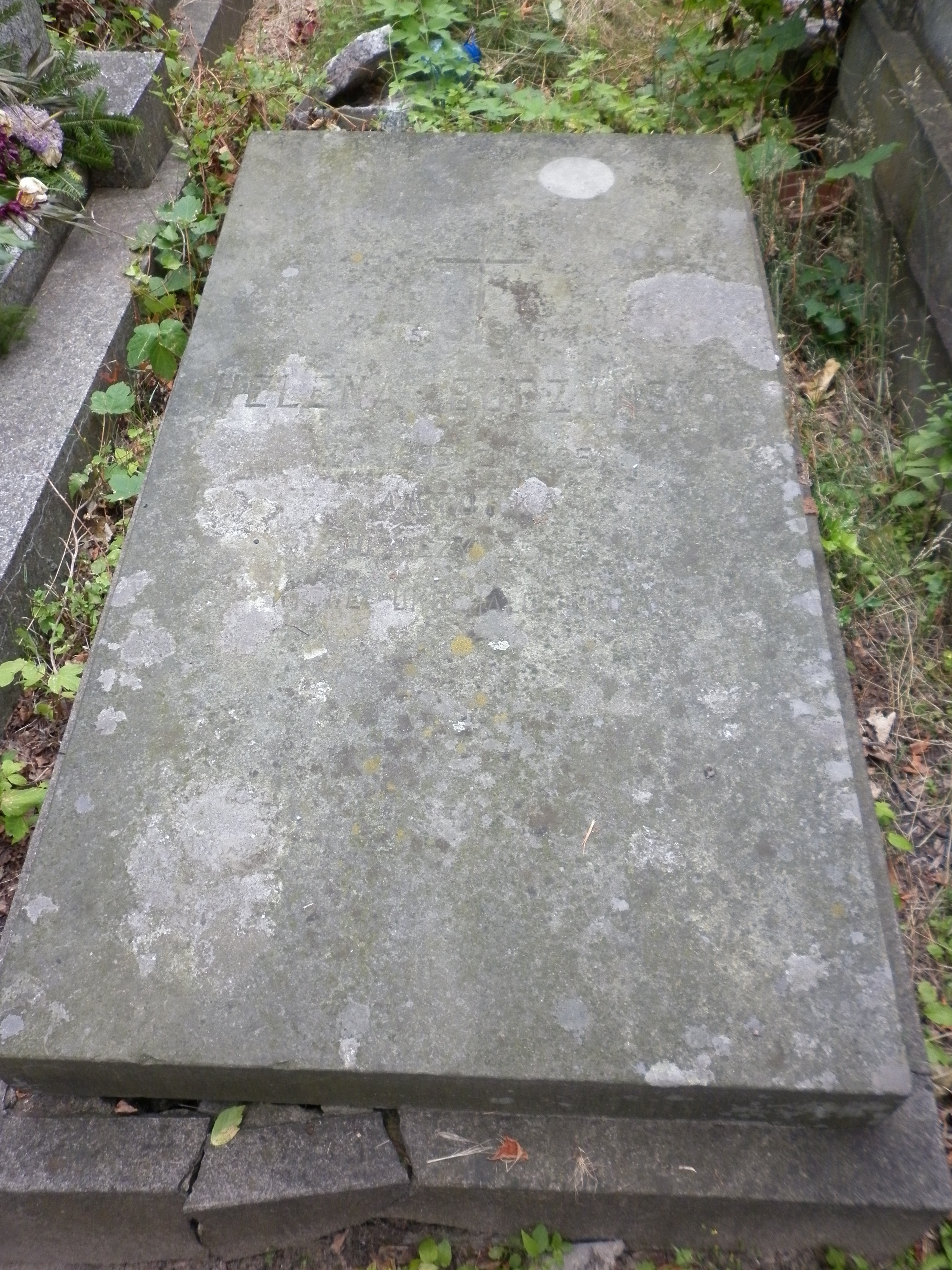
Grób Heleny Buczyńskiej na cmentarzu Powązkowskim w Warszawie

Helena Buczyńska (ur. 2 grudnia 1894 w Szczygrach, zm. 21 grudnia 1957 na pokładzie statku MS Batory) – polska aktorka teatralna, kabaretowa, radiowa i filmowa, reżyserka, tancerka, choreografka i autorka sztuk teatralnych.

## Życiorys
Ukończyła gimnazjum we Lwowie, a następnie klasę dramatyczną przy Warszawskim Towarzystwie Muzycznym. 1 kwietnia 1914 debiutowała w Teatrze Letnim w Warszawie w roli Jewdochy („Sędziowie”). Od 1915 przebywała w Rosji, występując w polskich i rosyjskich zespołach. Po powrocie do kraju w 1922 występowała w teatrach warszawskich, m.in. w Reducie a także w krakowskich, poznańskich i łódzkim. W latach 30. była aktorką warszawskiego teatru Ateneum oraz scen TKKT, gdzie ujawniła swój talent komediowy. Podczas II wojny światowej prowadziła tajne kursy aktorskie. W marcu 1941 została aresztowana przez niemieckie władze okupacyjne w związku ze sprawą zabójstwa Igo Syma.
Po wojnie grała i reżyserowała w Warszawie. Była jedną z najbardziej znanych i lubianych aktorek komediowych stolicy. Była również cenioną recytatorką poezji współczesnej.
W grudniu 1957 wybrała się w rejs statkiem Batory; w trakcie sztormu udała się do pokładowej biblioteki, gdzie uległa wypadkowi, spadając z drabinki, wskutek czego doznała urazu głowy, a kilka godzin później zmarła. Została pochowana na cmentarzu Powązkowskim w Warszawie (kwatera 102-I-12).

## Filmografia
- 1928 – Huragan
- 1932 – Pałac na kółkach (Katty)
- 1933 – Każdemu wolno kochać (nie występuje w czołówce)
- 1933 – Jego ekscelencja subiekt
- 1933 – Dzieje grzechu
- 1934 – Córka generała Pankratowa (ciotka Aniuty)
- 1935 – Nie miała baba kłopotu
- 1936 – Pan Twardowski (mieszczka, nie występuje w czołówce)
- 1936 – Barbara Radziwiłłówna (wujna Barbary)
- 1937 – Znachor (córka Prokopa)
- 1937 – Ty, co w Ostrej świecisz Bramie (Petronela)
- 1937 – Książątko
- 1937 – Dziewczęta z Nowolipek (matka Franki, praczka)
- 1938 – Strachy (matka Teresy)
- 1938 – Profesor Wilczur (gospodyni w domu Wilczura, nie występuje w czołówce)
- 1938 – Moi rodzice rozwodzą się (kucharka)
- 1938 – Królowa przedmieścia (Maciejowa)
- 1938 – Granica (matka Justyny)
- 1939 – Włóczęgi (gospodyni)
- 1939 – Trzy serca (ciotka Betsy)
- 1939/1940 – Sportowiec mimo woli (żona prezesa)
- 1939/1941 – Żona i nie żona
- 1948 – Stalowe serca (sprzątaczka Gustlikowa)
- 1948 – Powrót (ciotka Anna)
- 1949 – Droga za wsią (gospodyni)
- 1954 – Uczta Baltazara (babcia, nie występuje w czołówce)
- 1955 – Irena do domu! (Nowakowa)
- 1958 – Kalosze szczęścia (zakonnica)

Spektakl
- 1955 – Babcia i wnuczek czyli noc cudów (babcia)